# Campagnac (Tarn)
Campagnac település Franciaországban, Tarn megyében. Lakosainak száma 159 fő (2022. január 1.). Campagnac Alos, Itzac, Saint-Beauzile, Vaour és Vieux községekkel határos.

## Népesség
A település népességének változása:
| Lakosok száma | 129  | 144  | 154  | 152  | 156  | 157  | 157  | 158  | 159  |
|               | 2013 | 2015 | 2016 | 2017 | 2018 | 2019 | 2020 | 2021 | 2022 |